# Siedlątków
Siedlątków [pronunciación en polaco: /ɕedˈlɔntkuf/] Es un pueblo en el distrito administrativo de Gmina Pęczniew, dentro del Distrito de Poddębice, Voivodato de Łódź, en Polonia central. Se encuentra aproximadamente 6 kilómetros al norte de Pęczniew, 19 kilómetros al oeste de Poddębice, y 53 kilómetros al oeste de la capital regional, Łódź.